# Ledereragrotis sanctmoritzi
Ledereragrotis sanctmoritzi là một loài bướm đêm trong họ Noctuidae.